# Daniela Klette
Daniela Klette, född 5 november 1958 i Karlsruhe, är en tysk före detta medlem av Röda armé-fraktionens (RAF) tredje generation. RAF upplöstes 1998 och Klette gick under jorden. Hon greps i Berlin den 26 februari 2024.  Rättegången inleddes den 25 mars 2025.